# Badean (Bangsalsari)
Badean is een bestuurslaag in het regentschap Jember van de provincie Oost-Java, Indonesië. Badean telt 7500 inwoners (volkstelling 2010).